# 圓硬頭魚
圓硬頭魚(学名：Craterocephalus centralis），為輻鰭魚綱銀漢魚目銀漢魚科的其中一種，分布於澳洲北領地淡水流域，體長可達7.5公分，為亞熱帶魚類，主要棲息在水生植物生長的開放水域，生活習性不明。